# Шостко Святослав Миколайович
Свєтослав Миколайович Шостко (4 червня 1934, Київ — 13 серпня 2007, Харків) — радянський, український вчений в галузі квантової електроніки, доктор технічних наук (1981), професор (1984), заслужений працівник вищої школи Української РСР (1988), полковник.

## Життєпис
Народився 4 червня 1934 року у Києві. З початком війни в 1941 році з мамою та молодшою сестрою Світланою опинився в евакуації у м. Свердловську. Там же пішов до школи і провчився два роки. Після повернення до Киева у 1944 році, де вступив до чоловічої середньої школи № 136.
У 1952 році, по закінченню школи, вступив до Артилерійської ордена Вітчизняної війни радіотехнічної академії Радянської Армії імені Маршала Радянського Союзу Л. О.  Говорова (м. Харків), яку закінчив із золотою медаллю у 1957 році.
Упродовж 1957—1961 років — працював на інженерних посадах в Державному науково-дослідному випробувальному полігоні № 10 МО СРСР (м. Приозерськ, Казахська РСР).
1961 року вступає до ад’юнктури Артилерійської ордена Вітчизняної війни радіотехнічної академії Радянської Армії імені Маршала Радянського Союзу Л. О. Говорова (м. Харків) на кафедру теоретичних основ радіолокації. Науковим керівником був начальник кафедри, професор Ширман Я. Д.
Після захисту кандидатської дисертації з 1965 по 1971 роки старший науковий співробітник науково–дослідної лабораторії з проблем квантової радіоелектроніки.
У 1968 році в академії створюється кафедра квантової електроніки, очоливши яку у 1971 році, Шостко С. Н. організував науково-дослідну роботу та підготовку навчального процесу за двома новими спеціальностями. Було розпочато  підготовку перших в СРСР спеціалістів по лазерним та оптико–електронним системам для військ ППО. На  посаді начальника кафедри квантової електроніки перебував до 1993 року.
Глибокі теоретичні знання і практичний досвід дозволили Шостко С. Н. стати одним з провідних фахівців в галузі квантової радіоелектроніки не лише в академії, а й на теренах колишнього СРСР. У 1981 році він захистив дисертацію на здобуття наукового ступеня доктора технічних наук, за успішну педагогічну і наукову роботу 1984 року йому присвоєно вчене звання професор, а 1988 року почесне звання «Заслужений працівник вищої школи УРСР. З 1993 по 1997 рік завідувач лабораторією в Інституті прикладної фізики НАН України (м. Суми).
В останні роки життя — провідний науковий співробітник науково-дослідної лабораторії Харківського національного університету повітряних сил імені Івана Кожедуба.
Помер 13 серпня 2007 року у Харкові, похований у с. Черкаська Лозова, Дергачівського району Харківської області.

## Відзнаки та нагороди
- Орден «За службу Батьківщині у Збройних Силах СРСР» ІІІ ступеня (1978)/
- Заслужений працівник вищої школи Української РСР (1988)/
- Орден Пошани (1989)/
- медалі/

## Наукова школа
Професор Шостко був засновником та керівником наукової школи по адаптивному формуванню та обробці оптичних сигналів, заснованій на запропонованому ним методі обертання хвильового фронту лазерного випромінювача. З причини закритості робіт, які проводив Шостко С. М. у даному напрямку першість у використанні цього методу віддано американському вченому Амнону Яріву.
Шостко С. М. брав активну участь в організації та проведенні наукових досліджень з питань формування технічного вигляду лазерних та оптико-електронних засобів різного призначення.
Підготував 4 докторів наук і 18 кандидатів наук.
Шостко С. Н. є автором понад 200 наукових і науково-методичних робіт, в його доробку 49 авторських свідоцтв на винахід.